# Lei da reciprocidade quadrática
Em matemática, dentro da teoria dos números a lei da reciprocidade quadrática designa o teorema que relaciona a possibilidade de serem solucionadas duas congruências de segundo grau relacionadas:
{\displaystyle x^{2}\equiv p\ ({\rm {mod}}\ q)\quad }
{\displaystyle y^{2}\equiv q\ ({\rm {mod}}\ p)}
onde {\displaystyle p} e {\displaystyle q} são números primos ímpares.
O enunciado do teorema é o seguinte:
Se nenhum dos primos {\displaystyle p} ou {\displaystyle q} pertence à progressão aritmética {\displaystyle 4k+1} então uma das congruências tem solução se e somente se a outra não tem solução. Se algum dos primos pertence à progressão {\displaystyle 4k+1} então ou ambas as congruências tem solução, ou nenhuma das duas tem solução.
O teorema foi conjecturado por Euler e Legendre, mas foi demonstrado pela primeira vez em 1801 por Gauss, em seu livro Disquisitones Arithmeticae, onde apresenta duas demonstrações do mesmo. Gauss lhe dava grande valor e o denominou teorema áureo. O teorema foi enunciado inicialmente por Euler em 1742 em sua carta a Goldbach. Legendre em 1798 publicou uma demonstração que se baseava em argumentos não provados.
O enunciado pode ser simplificado pela utilização do símbolo de Legendre:
{\displaystyle \left({\frac {p}{q}}\right)=\left\{{\begin{matrix}1&\mathrm {se} \ p\ \mathrm {sendo\ um\ quadrado\ } mod\mathrm {\ } q,\\-1&\mathrm {em\ outro\ caso,} \end{matrix}}\right.}
então o enunciado do teorema pode resumir-se da seguinte forma:
{\displaystyle \left({\frac {p}{q}}\right)\left({\frac {q}{p}}\right)=(-1)^{\frac {(p-1)(q-1)}{4}}.}
Como {\displaystyle {\frac {(p-1)(q-1)}{4}}} é par se alguns dos primos p ou q é congruente com 1 mod 4, e é ímpar em outro caso, {\displaystyle \left({\frac {p}{q}}\right)\left({\frac {q}{p}}\right)} é igual a 1 se p o q é congruente com 1 mod 4, e é igual a –1 se ambos são congruentes com 3 mod 4.
No livro Reciprocity Laws: From Euler to Eisenstein, de Franz Lemmermeyer, publicado em 2000, aparecem citadas 196 demonstrações diferentes da lei de reciprocidade quadrática.
Algumas das demostrações mais sensíveis da lei de reciprocidade quadrática utilizam o lema de Gauss que trata sobre resíduos quadráticos, e que o mesmo utilizou em dois de suas oito demostrações.
Existem outras leis de reciprocidade: cúbica, biquadrática e outras de graus superiores ou de natureza algo diferente, ainda que normalmente se encontram fora do âmbito da aritmética de números inteiros, e é necessário acudir a corpos de números algébricos.